# Rypin (stacja kolejowa)
Rypin – stacja kolejowa w Rypinie, w powiecie rypińskim, w województwie kujawsko-pomorskim, na linii kolejowej 33 Kutno – Brodnica.
Przez Rypin przechodzi szlak towarowy i osobowy z Brodnicy do Kutna. Linia prowadząca przez Rypin do Sierpca była zbudowana w 1937, choć już wcześniej była tu kolej wąskotorowa.
Ruch pociągów pasażerskich został wstrzymany w roku 2000. W latach 2000–2021 stacja obsługiwała wyłącznie pociągi towarowe. Od 2021 po 21 latach stacja obsługuje także jeden regularny pociąg pasażerski.
W 2025 rozpoczęto przebudowę stacji. Po jej zakończeniu do użytku zostanie oddany nowy peron.

## Ruch pasażerski
| Rok  | Wymiana pasażerska na dobę |
| ---- | -------------------------- |
| 2017 | –                          |
| 2022 | 20-49                      |

Od 12 grudnia 2021 na stacji w Rypinie zatrzymuje się pociąg PKP Intercity „Flisak” w relacji Katowice – Gdynia Główna – Katowice (przez: Sosnowiec Główny, Będzin Miasto, Dąbrowe Górniczą, Zawiercie, Myszków, Częstochowę, Radomsko, Piotrków Trybunalski, Łódź Widzew, Łódź Chojny, Łódź Kaliska, Łódź Żabieniec, Zgierz, Ozorków, Łęczycę, Kutno, Gostynin, Płock, Sierpc, Brodnicę, Jabłonowo Pomorskie, Grudziądz, Malbork, Tczew, Gdańsk Główny, Gdańsk Wrzeszcz, Gdańsk Oliwę, Sopot). W Grudziądzu następuje zmiana czoła pociągu.

## Połączenia
TLK 45102/54102 "Flisak" łączący Rypin z Gdynią oraz Katowicami.
Planowana jest także linia regionalna Brodnica - Rypin.
| Linia        | Przewoźnik    | Trasa |
| TLK "Flisak" | PKP Intercity | Katowice – Sosnowiec Główny – Będzin Miasto – Dąbrowa Górnicza – Zawiercie – Myszków – Częstochowa – Radomsko – Piotrków Trybunalski – Łódź Widzew – Łódź Chojny – Łódź Kaliska – Łódź Żabieniec – Zgierz – Ozorków – Łęczyca – Kutno – Gostynin – Płock – Sierpc – Rypin – Brodnica – Jabłonowo Pomorskie – Grudziądz – Kwidzyn – Sztum – Malbork – Tczew – Gdańsk Główny – Gdańsk Wrzeszcz – Gdańsk Oliwa – Sopot – Gdynia Główna |